# علي الكسار
علي الكسار (13 يوليو 1887 - 15 يناير 1957)، ممثل كوميدي مصري كبير راحل. ولد في القاهرة في حي السيدة زينب ونشأ بها، واسمه الحقيقي على خليل سالم وقد أخذ اسمه الفني الكسار من عائلة والدته التي تدعي (زينب على الكسار) وقد عمل في البداية بمهنة السروجي وهي ذات المهنة التي امتهنها والده لكنه لم يستطع إتقانها فاتجه للعمل بالطهي مع خاله، وفي تلك الفترة اختلط بالنوبيين وأتقن لهجتهم وكلامهم. في عام 1907 كون أول فرقة مسرحية له وسماها «دار التمثيل الزينبي» ثم انتقل إلى فرقة «دار السلام» بحي الحسين.
ذاعت شهرته ودخل في منافسة حامية مع الكوميديان الكبير نجيب الريحاني وابتدع شخصية (عثمان عبد الباسط) النوبي لمنافسة شخصية (كشكش بيه) التي كان يقدمها الريحاني، ونجحت الشخصية نجاحاً عظيماً ولا تزال خالدة في ذاكرة التمثيل العربي. وفي عام 1924 قفز بفرقته قفزة هائلة عندما انضم إليها الموسيقار الكبير الشيخ زكريا أحمد وقدم لها العديد من الألحان المسرحية. في عام 1934 سافر إلى الشام وقدم مسرحياته هناك ولاقت نجاحاً كبيراً، بعد ذلك مر بأزمة أدت إلى إغلاق مسرحه بالقاهرة بعد أن قدم مايزيد على 160 عرضاً مسرحياً. اتجه بعدها إلى السينما وقدم فيها عدداً من الأفلام الناجحة من أشهرها:

## أعمال
| - أنا وأمي:1957-الجد - قلبي على ولدي:1953-دقدق - قدم الخير:1952 - غلطة أب:1952-مشمش - الأم القاتلة:1952-عم على - خضرة والسندباد القبلي:1951-عم بشير - جزيرة الأحلام:1951-مشمش - قسمة ونصيب:1950-عمّ عثمان، الخادم - مغامرات خضرة:1950-الخادم - أخلاق للبيع:1950-بائع الاخلاق - أمير الانتقام:1950-العبد نور - آخر كدبة:1950-رز - آه من الرجالة:1950 - مبروك عليكي:1949 | - أسير العيون:1949-عم عثمان - على أد لحافك:1949 - المرأة شيطان:1949-والد أحلام - بنت حظ:1948 - ورد شاه:1948 - الصيت ولا الغنى:1948 - صاحبة العمارة:1948-فرحات بركات وكيل أشغال - نرجس:1948-أبو الفرج - أحكام العرب:1947 - لست ملاكا:1946 - يوم في العالي:1946-عثمان أفندي - نور الدين والبحارة الثلاثة:1944-عثمان عبد الباسط - رصاصة في القلب:1944-البواب | - علي بابا والأربعين حرامي:1942-علي بابا - محطة الأنس:1942 - ألف ليلة وليلة:1941-عثمان عبد الباسط - سلفني 3 جنيه:1939-عثمان عبد الباسط - التلغراف:1938 - عثمان وعلي:1938-عثمان عبد الباسط/ علي بك - يوم المنى:1938 - الساعة 7: 1937-عثمان+ تاليف - خفير الدرك:1936-عثمان عبد الباسط+ تاليف - 100 ألف جنيه:1936 - بواب العمارة:1935- عثمان+ تاليف - حفل ستوديو مصر:1935-نفسه - الخالة الأمريكانية:1920 |

## وفاته
توفي بمستشفى القصر العينى يوم 15 يناير عام 1957 عن عمر ناهز ال69 عام بعد معاناة طويلة مع مرض سرطان البروستات.

## وصلات خارجية
- علي الكسار على موقع IMDb (الإنجليزية)
- علي الكسار على موقع الموسوعة البريطانية (الإنجليزية)
- علي الكسار على موقع الدهليز
- علي الكسار على موقع قاعدة بيانات الأفلام العربية
- علي الكسار على موقع قاعدة بيانات الفيلم (الإنجليزية)
- بربري مصر الوحيد، عن جريدة الرياض